# Les Loups (film, 1971)
Pour les articles homonymes, voir Les Loups.
Pour plus de détails, voir Fiche technique et Distribution.
Les Loups (出所祝い, Shussho iwai) est un film japonais réalisé par Hideo Gosha, sorti en 1971.

## Synopsis
Deux clans yakuzas se partagent le racket du commerce du bois au nord du japon dans les années vingt. À la suite d'une bagarre meurtrière, la plupart des belligérants sont emprisonnés et les accords sont rompus. Au moment de leur libération, les deux clans tentent de se réconcilier en concluant un mariage. Malheureusement, la conciliation échoue, et le dénouement sera sanglant.

## Fiche technique
- Titre original : 出所祝い (Shussho iwai?)
- Titre français : Les Loups
- Réalisation : Hideo Gosha
- Scénario : Hideo Gosha et Kei Tasaka (ja)
- Direction artistique : Motoji Kojima
- Photographie : Kōzō Okazaki
- Montage : Michio Suwa
- Musique : Masaru Satô
- Production : Sanezumi Fujimoto
- Société de production : Tōhō
- Pays de production :  Japon
- Langue originale : japonais
- Format : couleur — 35 mm — 2,35:1 — son mono
- Genres : drame et yakuza eiga
- Durée : 131 minutes
- Date de sortie :
  - Japon : 30 octobre 1971[1]

## Distribution
- Tatsuya Nakadai : Seji Iwahashi
- Noboru Andō : Gunjiro Ozeki
- Toshio Kurosawa (ja) : Tsutomu Onodera
- Kyōko Enami : Oyu
- Tetsurō Tanba
- Komaki Kurihara
- Isao Natsuyagi
- Kunie Tanaka
- Hisashi Igawa : le narrateur